# Rhoifoline
La rhoifoline est un composé chimique de la famille des flavones. Plus précisément un hétéroside de flavone, le 7-O-β-néohespéridoside de l'apigénine. Comme de nombreux flavonoïdes elle fait l'objet de recherches académiques pour ses activités biologiques chez l'animal et in vitro (propriétés anticancéreuses, hépatoprotectrices, antidiabétiques, antirhumatismales et antivirales). 

## Chimie
Sa formule développées est C27 H30 O14 et le poids moléculaire 578,53. Elle est soluble dans le méthanol, l'éthanol chaud et l'eau (2,55 g/l). 

## Présence chez les végétaux
Elle a été isolée dans de nombreux végétaux, parmi les plantes cultivées pour le fruit: la bigarade (Citrus x aurantium), la bergamote (C. medica), le chinotto (C. myrtifolia - 0,4 % dans la pulpe et à 1,6 % dans la peau), le sabal (Sabal serratula), le raisin (Vitis vinifera), les haricots lablab, les tomates, l'artichaut, les bananes. Les jeunes feuilles sèches et des radicules de la graine de lotus (Plumula Nelumbinis), les graines de lupin.
On la trouve dans la feuille du citronnier (9 %), du pamplemousse Citrus ×paradisi (0,7 %), et parmi les plantes sauvages la ramie (Boehmeria nivea, ortie de Chine), la bugrane épineuse (Ononis campestris), dans Trachelospermum asiaticum, dans le fruit de Serenoa repens (palmier de Floride),.

## Aspect fonctionnel
En tant que flavonoïde courant et important du règne végétal ses propriétés pharmacologiques (effets antioxydants, anti-inflammatoires, antimicrobiens, hépatoprotecteurs et anticancéreux) sont l'objet de nombreuses publications académiques. Toutefois en l'absence de données cliniques et d'expérimentation normalisée sur humain il convient de ne pas extrapoler les potentiels thérapeutiques. On peut citer dans les publications scientifiques reconnues: 

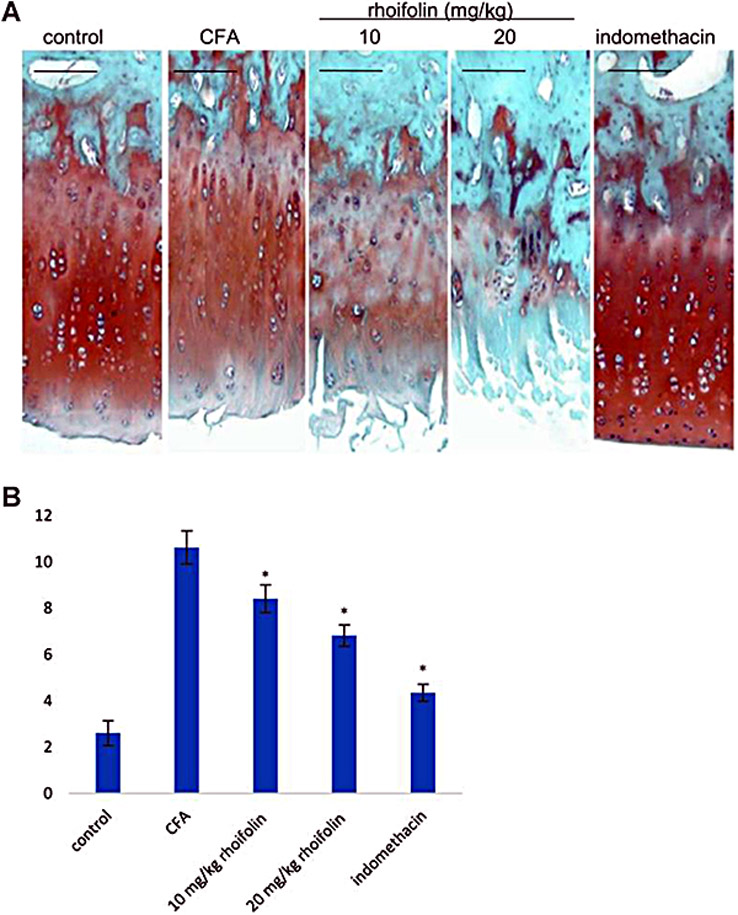
Analyse histopathologique de l'effet du traitement à la rhoïfoline sur l'arthrite du genou du rat. Optimum à 20 mg/kg de poids (2020) inflammation visiblement réduite.

- In vitro la rhoifoline présente des effets antiprolifératifs dans le cancer du pancréas via les voies de signalisation AKT/JNK (2022)[6].
- En modèle murin, l'administration de 20 mg/kg de rhoifoline extraite de Rhus succedanea à des rats atteints de polyarthrite rhumatoïde améliore les paramètres hématologiques, réduite l'œdème, améliore l'histopathologie du cartilage du genou (2020)[5]. Chez le poisson-zébre la rhoifoline extraite de Ceibia crispiflora (Malvaceae) réduit l'amnésie et l'anxiété, améliore du stress oxydatif cérébral et chez le rat elle soulage des symptômes de la maladie d'Alzheimer[7]. Chez le rat la dégradation du cartilage est réduite et la régulation négative de l'autophagie dans les chondrocytes améliorée[8].
- Chez le rat, la rhoifoline a un effet hypoglycémiant, régule sur l’inflammation métabolique et les marqueurs du stress oxydatif, elle atténue la résistance à l’insuline (2025)[9]. Chez le rat exposé à la fumée de cigarette (tabac) à qui on administre de la rhoifoline pendant 21 jours, l'inflammation pulmonaire, les atteintes de la langue et un stress oxydatif induits par la fumée sont atténués (2024)[10].
- Chez le souris un effet hépato protecteur a été mis en évidence (2024)[11].

### Toxicité
Dans la fiche Roth la rhoifoline ne répond pas aux critères de toxicité de la classification du Règlement n°1272/2008/CE, elle n'est pas classée corrosive ou irritante pour la peau, ne provoque pas de lésions graves aux yeux, n'est pas mutagène sur les cellules germinales, n'est pas classée comme présentant un danger en cas d'aspiration.

### voir aussi
- Shunkokan
- Apigénine, apiine, apigétrine, vitexine , isovitexine